# William Stewart (Politiker, 1774)

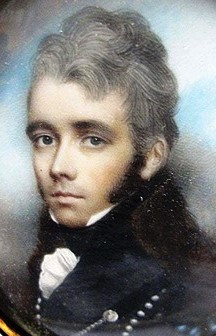
Sir William Stewart

Hon. Sir William Stewart GCB (* 10. Januar 1774; † 7. Januar 1827 in Cumloden House, Galloway) war ein britischer Offizier und Politiker.

## Leben
James entstammte einer Nebenlinie des Clan Stewart und war der viertgeborene und zweite überlebende Sohn des John Stewart, 7. Earl of Galloway (1736–1806), aus dessen zweiter Ehe mit Anne Dashwood (um 1743–1830), Tochter des Politikers Sir James Dashwood, 2. Baronet. Sein älterer Bruder war der Admiral George Stewart, 8. Earl of Galloway (1768–1834).
Am 8. März 1786 trat er als Ensign des 42nd (Royal Highland) Regiment of Foot in die British Army ein. Am 14. Oktober 1787 wechselte er als Lieutenant zum 67th Regiment of Foot und am 24. Januar 1791 als Captain zu einer unabhängigen Kompanie. Im selben Jahr ging er mit dem Diplomaten Sir Robert Murray Keith (1730–1795) nach Wien und zum Kongress von Sistova (zur Beendigung des letzten der österreichischen Türkenkriege). Seine Kompanie wurde im Dezember 1791 aufgelöst und er wurde am 31. Oktober 1792 Captain des 22nd Regiment of Foot. Im Rahmen der Koalitionskriege diente er von 1793 bis 1794 mit diesem Regiment auf den Westindischen Inseln und befehligte eine Kompanie im Grenadierbataillon bei der Eroberung von Martinique und Guadeloupe. Er wurde bei dem erfolglosen Angriff auf Pointe-à-Pitre am 2. Juli 1794 verwundet, als Guadeloupe von den Franzosen zurückerobert worden war. Er kehrte im November nach Großbritannien zurück und wurde Major des 31st Regiment of Foot.
Stewart wurde am 14. Januar 1795 zum Lieutenant-Colonel befördert und zum stellvertretenden Generaladjutanten des Corps des Earl of Moira ernannt und diente im Juni im Stab der Expedition nach Quiberon. Am 1. September 1795 erhielt er das Kommando über das 67th Regiment of Foot und ging mit ihm nach San Domingo. Er war Kommandant in Môle-Saint-Nicolas mit dem lokalen Rang eines Colonel, bis es im August 1798 an Toussaint Louverture übergeben wurde. Nach seiner Rückkehr nach Europa erhielt er die Erlaubnis, am Feldzug der österreichischen und russischen Armee von 1799 teilzunehmen, er nahm dort an den Schlachten um Zürich teil.
Seine Erfahrungen auf diesem Feldzug veranlassten ihn, zusammen mit Colonel Coote Manningham der britischen Armee die Gründung eines Jäger-Korps vorzuschlagen. Der Vorschlag wurde angenommen und im Januar 1800 wurde aus Abteilungen von vierzehn britischen Infanterieregimentern ein experimentelles „Corps of Riflemen“ gebildet. Dieses wurde 1802 als 95th Regiment of Foot (Rifles) zu einem regulären Regiment und wurde schließlich 1816 zur Rifle Brigade. Manningham war Colonel und Stewart Lieutenant-Colonel dieser Einheit. Die Organisation und Ausbildung des Corps oblag Stewart.
Im August 1800 nahm Stewart mit drei Kompanien seines Corps am erfolglosen Feldzug nach Ferrol in Spanien teil und wurde im ersten Gefecht schwer verwundet. 1801 befehligte die Truppen seines Corps, die als Marinesoldaten in der in die Ostsee entsandten Flotte dienten. Er selbst nahm auf Lord Nelsons Flaggschiff an der Schlacht von Kopenhagen teil. Stewart entwickelte eine herzliche und dauerhafte Freundschaft mit Lord Nelson und nannte später seinen Sohn Horatio nach ihm. Stewart wurde mit Wirkung zum 2. April 1801 zum Colonel befördert.
1804 wurde er zum Brigadier ernannt, übernahm im Dezember 1806 das Kommando über eine Brigade in Sizilien und nahm 1807 an der erfolglosen Alexandria-Expedition nach Ägypten teil. Von 1809 bis 1816 war er Colonel-Commandant des 3. Bataillons des 95th Regiment of Foot.
Von Januar 1810 bis Juli 1811 und erneut von August 1812 bis 1814 nahm er am Krieg auf der Iberischen Halbinsel teil, ab August 1812 im lokalen Rang und ab Juni 1813 im vollen Rang eines Lieutenant-General. Am 11. September 1813 wurde er als Knight Companion des Order of the Bath ausgezeichnet. Nach Abschluss des Feldzugs wurde er für seine Verdienste mit dem portugiesischen Turm- und Schwertorden und dem spanischen Ferdinandsorden ausgezeichnet. Am 2. Januar 1815 (bei der Reformierung des Order of the Bath) wurde er zum Knight Grand Cross dieses Ordens ernannt. Er leistete in der Folgezeit keinen weiteren aktiven Militärdienst und lehnte Berichten zufolge eine Peerwürde aus Bescheidenheit ab. Von 1816 bis 1818 war er Colonel-Commandant des 2. Bataillons sowie von 1818 bis zu seinem Tod Colonel-Commandant des 1. Bataillons der Rifle Brigade.
Parallel zu seiner militärischen Karriere war er von 1795 bis 1796 als Abgeordneter für den Wahlkreis Saltash, von 1796 bis 1802 und 1812 bis 1816 für Wigtownshire, sowie von 1803 bis 1805 für Wigtown Burghs Mitglied des britischen House of Commons. Im Parlament unterstützte er die Tory-Regierung.
1817 erwarb er nahe dem Hauptsitz seiner Familie, Galloway House, das Anwesen Cumloden House, wo er sich zur Ruhe setzte und 1827 starb. Er wurde im benachbarten Minnigaff bestattet.

## Ehe und Nachkommen
Am 21. April 1804 heiratete er Frances Douglas († 1833), Tochter des Hon. John Douglas (Sohn des James Douglas, 14. Earl of Morton) und der Lady Frances Lascelles (Tochter des Edward Lascelles, 1. Earl of Harewood). Mit ihr hatte er einen Sohn, Horatio Stewart (1806–1835), der Captain der Rifle Brigade wurde, und eine Tochter, Louisa Stewart, die 1829 David Baillie heiratete.